# Gyratrix proavus
Gyratrix proavus är en plattmaskart som beskrevs av Meixner 1929. Gyratrix proavus ingår i släktet Gyratrix och familjen Polycystididae. Arten är reproducerande i Sverige. Inga underarter finns listade i Catalogue of Life.